# 46917 Rogercayrel
46917 Rogercayrel è un asteroide della fascia principale. Scoperto nel 1998, presenta un'orbita caratterizzata da un semiasse maggiore pari a 2,5282554 au e da un'eccentricità di 0,2427295, inclinata di 4,30252° rispetto all'eclittica.